# Белошейный пегий канюк
Белошейный пегий канюк (лат. Buteogallus lacernulatus) — вид хищных птиц из семейства ястребиных.

## Распространение
Эндемики Бразилии (среди прочего обитают на острове South Catrina). Живут в субтропических и тропических равнинных и горных влажных лесах, а также на плантациях.

## Описание
Длина тела от 43 до 48 см, это хищная черно-белая лесная птица среднего размера. Голова белая, макушка, шея и верх спины блёкло-серые. Нижняя сторона полностью белая. Спина и крылья чёрные. На плечевом поясе есть небольшие белые пятна. Крылья широкие, округлые, хвост короткий, белый, с чёрным основанием и тонкой полосой на кончике. Радужные оболочки и ноги жёлтые. У молодых птиц тёмные полосы на макушке и шее, красновато-коричневые кончики перьев на крыльях и плечевых перьев.

## Биология
Питаются насекомыми и другими беспозвоночными.